# Home with You
Home with You è un singolo della cantante statunitense Madison Beer, pubblicato nel 2018 come terzo estratto dal primo EP As She Pleases.

## Video musicale
Il video musicale è stato reso disponibile il 14 giugno 2018.

## Tracce
Testi e musiche di Rachel Keen, Janée Bennett e Leroy James Clampitt.
Download digitale
1. Home with You – 3:10

Download digitale – Remixes
1. Home with You (Alphalove Remix) – 4:43
2. Home with You (Blu-Rey & Tone Terra Remix) – 3:06

## Classifiche
| Classifica (2018) | Posizione massima |
| ----------------- | ----------------- |
| Grecia            | 82                |
| Irlanda           | 93                |
| Norvegia          | 21                |